# Sony Ericsson K750
Sony Ericsson K750 är en mobiltelefon från Sony Ericsson med 2 megapixel kamera och TFT-skärm med 262 000 färger. Modellen kom ut på marknaden sommaren 2005 som en efterträdare till K700. Under andra kvartalet 2006 blev den i sin tur efterträdd av K800.

## Specifikationer

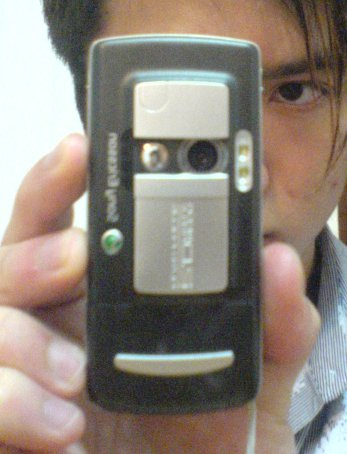
Taget med en Sony Ericsson K750i

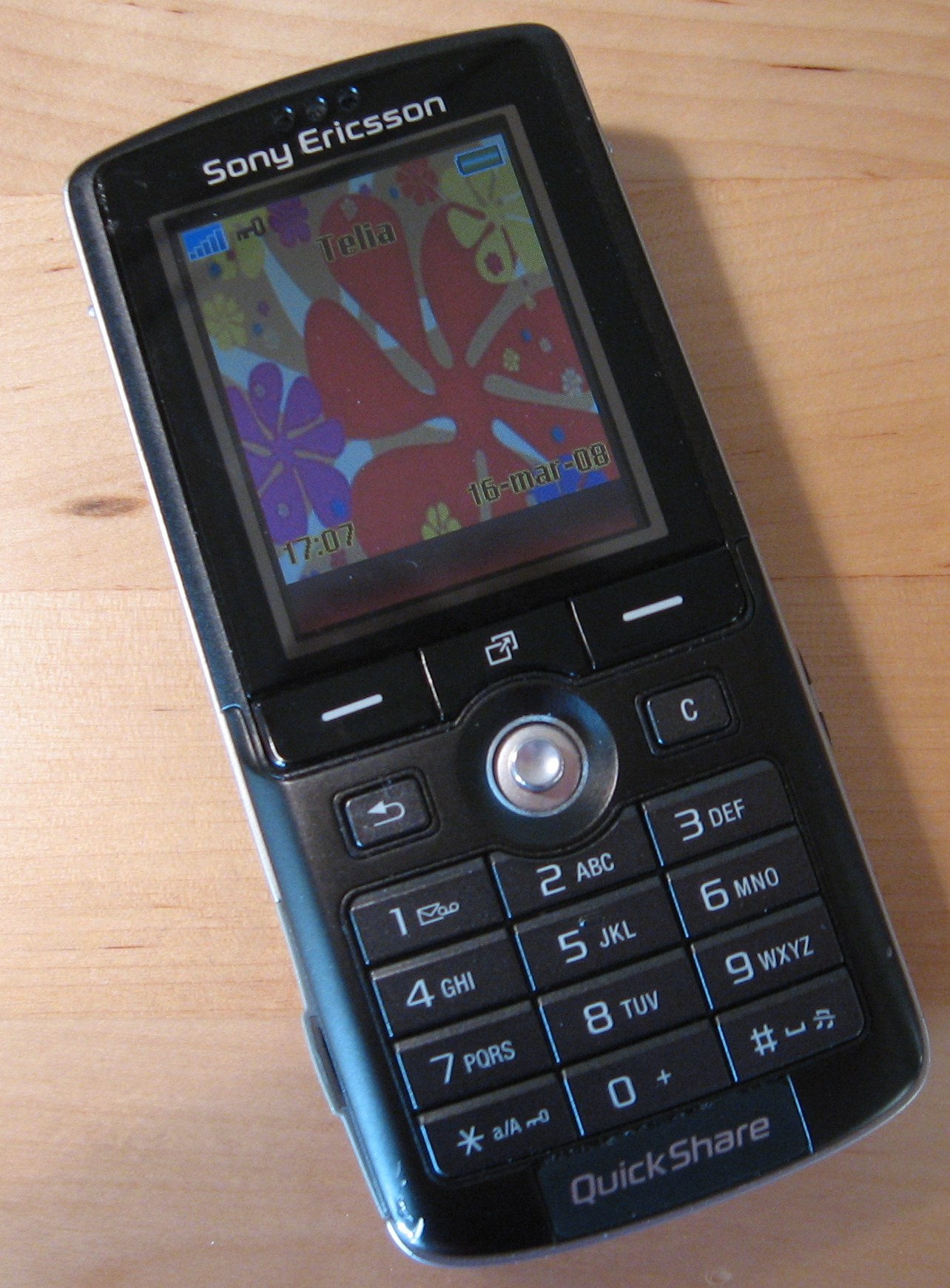
En svart k750i

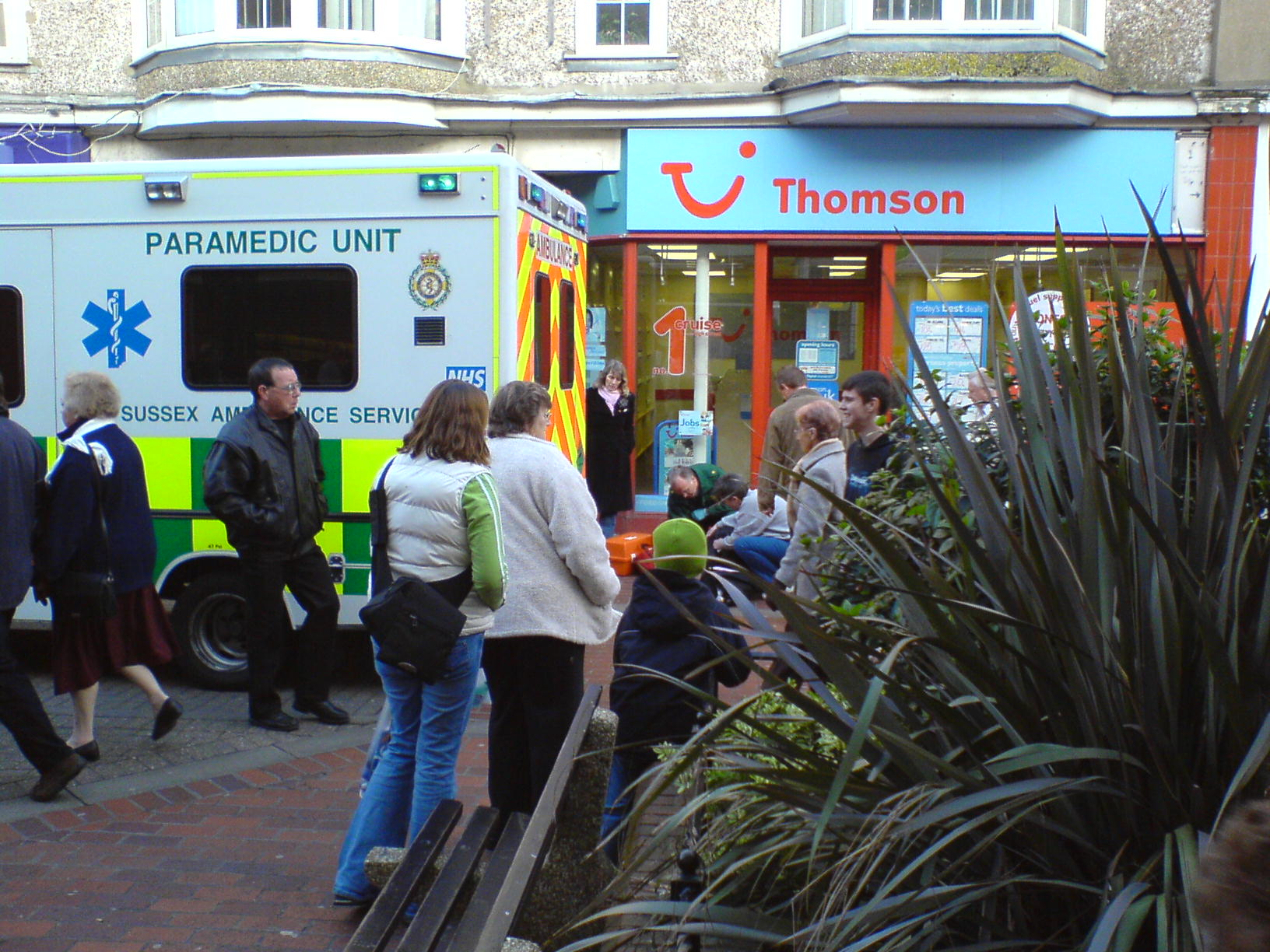
En bild tagen med en K750i

- Kamera: 2 megapixel, autofokus, 4x digital zoom
- Display: TFT, 262k färger
- Vikt: 99 gram
- Band: 900/1800/1900
- Wap/GPRS: Ja
- IR-port, Bluetooth
- Internminne (inbyggt): 34MB
- Externminne: 64MB-minneskort ingår, max 4 GB
- Java, MIDP 2.0